# Форвертс (Штайр)
«Форвертс» (Штайр) (нім. SK Vorwärts Steyr) — австрійський футбольний клуб з міста Штайр. У 1949—1951, 1988—1996 і 1998—1999 роках виступав у найвищому дивізіоні Австрії.

## Історія
СК «Форвертс» (Штайр) був заснований 14 квітня 1919 року. Перший матч був зіграний 15 червня з клубом ЛАСК, який закінчився в нічию 2:2.
Уже в перший рік свого існування клуб виграв титул чемпіона Верхньої Австрії. Цей же титул команда здобувала і протягом наступних трьох років, до 1923 року.
Перший великий успіх прийшов до команди в 1949 році, коли клуб дійшов до фіналу Кубка Австрії, де програв столичній «Аустрії» (2:5). Крім того, цього ж року клуб вперше в своїй історії вийшов до елітного дивізіону Австрії, де провів два сезони.
Після достатньо високого дев'ятого місця в дебютному сезоні в 1950 році, вже наступного року команда вилетіла до другого дивізіону, де грала до 1959 року, після чого знову опустилася до регіональних ліг. І лише в 1979 році їм вдалося повернутися у другий дивізіон, а 1988 року, після 37-річної перерви, клуб знову повернувся до вищого австрійського дивізіону, де залишався залишатися до 1996 року. За цей період команда досягла своїх найвищих результатів. У сезонах 1990/91 і 1991/92 клуб займав сьоме місце в чемпіонаті, а 1995 року дебютували в єврокубках, вигравши груповий етап Кубку Інтертото і вилетіли лише в раунді плей-оф від «Страсбурга».
Проте вже наступного сезону 1995/96 «Форвертс» здобув лише шість очок і без жодної перемоги зайняв останнє місце в чемпіонаті та вилетів до другого дивізіону. 1998 року клуб востаннє повернувся в елітний дивізіон, але в першому ж сезоні знову зайняв останнє місце. Того ж 1999 року клуб збанкрутував і з 2001 року почати заново виступати в найнижчому аматорському дивізіоні. За десять років до 2011 року команда піднялася з восьмого до третього за рівнем дивізіону і почала виступати у Регіональній Лізі (Центр).

## Історія виступів в єврокубках
| Сезон | Турнір          | Раунд | Клуб                | Результат |
| ----- | --------------- | ----- | ------------------- | --------- |
| 1991  | Кубок Мітропи   | Гр    | «Торіно»            | 0-1       |
|       |                 | Гр    | «Веспрем»           | 2-2       |
| 1995  | Кубок Інтертото | Гр    | «Айнтрахт»          | 2-1       |
|       |                 | Гр    | «Спартак» (Пловдив) | 0-3       |
|       |                 | Гр    | «Іракліс»           | 3-0       |
|       |                 | Гр    | «Панеріс» (Вільнюс) | 1-1       |
|       |                 | 1/8   | «Страсбур»          | 4-0       |

## Відомі гравці
- Олег Блохін
- Елвир Рахимич
- Кенан Хасагич
- Андреас Хераф
- Александр Маннінгер
- Олександр Метлицький